# الهوبة (السبرة)

تعديل مصدري - تعديل

الهوبة هي إحدى قرى عزلة بني عاطف بمديرية السبرة التابعة لمحافظة إب، بلغ تعداد سكانها 1400 نسمة حسب تعداد اليمن لعام 2004.